# Telegrafska agencija Hrvatske
Telegrafska agencija Hrvatske, hrvatska novinska agencija.
Inicijativu je dao Andrija Hebrang krajem 1944. godine. No, inicijativu je poništio Tito jer da "Jugoslavija već ima TANJUG, pa joj ne treba još jedna." Klizite punom parom u separatizam. Zar ne vidite da i federativno uređene države imaju jednu službenu telegrafsku agenciju. Neka vam primjer bude Sovjetski Savez ako nitko drugi. Hebrangov odgovor je bio kratak: Agencija TAH osnovana je na temelju uputa Povjerenstva za informacije NKOJ-a, od 15. svibnja o.g. U tim uputama stoji da se osnuju zemaljske agencije i da one ne moraju biti u sklopu TANJUG-a i svaka može nositi drugo ime. Prema tome ne leži krivica na nama što je pokrenut TAH.